# Kid
Unge af pattedyr af hjortefamilien (små hjorte), geder og små antiloper.
For store hjorte, f.eks. kronhjorte, siger man kalv.
For store antiloper, f.eks. giraffer, siger man føl.
| Dyr | Spire Denne artikel om dyr er en spire som bør udbygges. Du er velkommen til at hjælpe Wikipedia ved at udvide den. |